# Влахович, Хелга
Хелга Влахович (хорв. Helga Vlahović; 28 января 1945, Загреб — 27 февраля 2012, там же) — хорватская журналистка, продюсер и телеведущая, чья карьера длилась пять десятилетий как в период существования Югославии, так и в современной Хорватии. В 1980-х годах она была одной из самых популярных телеведущих в стране. Она также была известна как Влахович-Пеа (хорв. Vlahović Pea) и Влахович-Брнобич (хорв. Vlahović Brnobić), изменения в фамилии были связаны с её браками.

## Ранние годы
Хелга Влахович родилась в Загребе в семье венгра Калмана Влаховича и австрийки Веры. Хельга росла, разговаривая по-немецки со своей матерью и изучая английский язык.

## Карьера
Влахович начала работать на Загребском радио и телевидении, тогда бывшем частью Югославской радиотелевизионной сети) в 1964 году, параллельно получая образование в Загребском университете, где изучала немецкий, английский и историю искусств. К 1966 году она уже была ведущей различных развлекательных и музыкальных телешоу. В 1968 году она была работала в качестве ведущей на Международном песенном фестивале в Сопоте в Польше, а в 1971 году — на песенном фестивале в Схевенингене (Нидерланды). В 1972 году Влахович была назначена ответственной за утреннее ток-шоу «Jugoslavijo, dobar dan», которое она и вела, а также музыкальное варьете «Svjetla pozornice» в 1977—1978 годах. В 1978—1980 годах она запустила «Jadranski susreti», югославскую версию французской телеигры «Jeux sans frontières».
В 1984 и 1988 годах Влахович участвовала в создании программы «Beč pozdravlja Zagreb, Zagreb pozdravlja Beč» и «Dubrovnik-Stuttgart», представлявшие собой сериалы о путешествиях, транслируемые на JRT, ORF и ARD. Они были ориентированы на югославских гастарбайтеров, которые хотели «увидеть дом», но не могли позволить себе совершить поездку туда. Благодаря своему большому опыту проведения музыкальных программ, а также знанию английского языка, она была выбрана вместе с Оливером Млакаром в качестве ведущих конкурса песни «Евровидение-1990» в Загребе после победы Югославии на этом конкурсе в 1989 году.
С распадом Югославии в 1991 году и началом Войны за независимость Хорватии Влахович была назначена ответственным за информационные телепрограммы, связанные с войной на недавно созданном канале HRT. Она возглавляла «военное информационное телевещание» до конца войны в 1995 году. В 1996 году Влахович начала вести собственное телешоу «Govorimo o zdravlju», посвящённое здоровью. В 2006 году Влахович официально завершила свою карьеру в телевидении, но тем не менее регулярно появлялась в телеэфирах, последний из которых пришёлся на 1 января 2012 года.

## Личная жизнь
Влахович родила двух дочерей: Рене Пеа (род. 1975), от десятилетнего брака с Франком Пеа, и Карла Брнобич (род. 1982), от брака с нейрохирургом Миленко Брнобичем, умершим в 1997 году. Именно под влиянием последнего она запустила телепрограмму «Govorimo o zdravlju».

## Смерть
В 2009 году у Влахович обнаружили рак. В начале 2012 года стало известно, что её состояние ухудшилось, и она была госпитализирована. Влахович умерла 27 февраля 2012 года в возрасте 67 лет.